# Donataria
Donataria, também referida como capitania-donataria ou capitania hereditária, é o termo utilizado para designar as capitanias doadas pela Coroa Portuguesa que eram administradas por um donatário. Essas capitanias foram estabelecidas durante a expansão ultramarina portuguesa, a partir do século XV, visando facilitar a colonização e reduzir os custos de administração das novas terras conquistadas, como nos arquipélagos dos Açores, Madeira e Cabo Verde, no Brasil e em Angola.

## Estrutura e Administração
As capitanias-donatarias eram concedidas por meio de uma "carta de doação" e de um "foral". A carta de doação conferia ao donatário o dever de fundar povoações, cobrar impostos, administrar a justiça, doar sesmarias aos colonos e nomear funcionários locais, como alcaides, meirinhos e tabeliães. Já o foral definia os direitos e obrigações dos colonos, além dos privilégios e deveres do donatário e sua relação com a Coroa Portuguesa.
O capitão-donatário exercia não só funções militares, mas também funções judiciais, como a nomeação de ouvidores e a participação em julgamentos. A figura do capitão também servia como instância de recurso judicial, onde as partes podiam apelar e agravar das sentenças. Os recursos podiam ser encaminhados ao infante, sem efeito suspensivo, com exclusão expressa de outras justiças, e o capitão deveria sustentar sua decisão.

## Função do Donatário
O donatário era o titular a quem era concedida a donataria, representando o poder do rei, e, em troca do pagamento de certas imposições, assumia o encargo de administrar o território, incentivando sua colonização e aproveitando seus recursos. O sistema de donatarias baseava-se em uma concepção tardo-feudal em que o rei delegava seus poderes ao donatário, com direitos, privilégios e obrigações detalhadamente definidos, mas com restrições, especialmente no campo da justiça.

## Hereditariedade e Legislação
Em muitos casos, as donatarias eram hereditárias, transmitidas aos descendentes do donatário, conforme os princípios da lei sálica, que, com exceções, dava preferência a herdeiros masculinos na sucessão.

## Crise e Reversão das Capitanias
Com o fracasso inicial das capitanias hereditárias inicialmente implantadas na América portuguesa, a Coroa gradualmente retomou o controle de parte das capitanias, por meio de compra ou de longos processos judiciais que se estenderam até o século XVIII. Essa centralização foi impulsionada pela necessidade de uma administração mais eficaz, uma vez que o sistema de donatarias não havia conseguido promover o desenvolvimento das colônias de maneira uniforme.